# Wspólnota administracyjna Illschwang
Wspólnota administracyjna Illschwang – wspólnota administracyjna (niem. Verwaltungsgemeinschaft) w Niemczech, w kraju związkowym Bawaria, w rejencji Górny Palatynat, w regionie Oberpfalz-Nord, w powiecie Amberg-Sulzbach. Siedziba wspólnoty znajduje się w miejscowości Illschwang, a przewodniczącym jej jest Hans Pickel.
Wspólnota administracyjna zrzesza dwie gminy wiejskie (Gemeinde): 
- Birgland, 1 826 mieszkańców, 62,40 km²
- Illschwang, 2 087 mieszkańców, 54,13 km²